# 1887
1887 (MDCCCLXXXVII) a fost un an obișnuit al calendarului gregorian, care a început într-o zi de sâmbătă.

## Evenimente

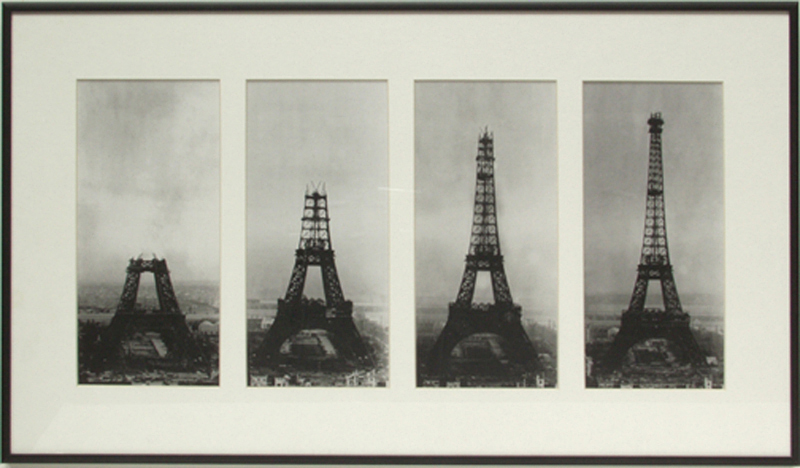
La Paris începe construcția fundației Turnului Eiffel. În fotografie evoluția construcției Turnului Eiffel în perioada 1887 - 1889.

### Ianuarie
- 11 ianuarie: Tratamentul antirabic al lui Louis Pasteur este apărat în Academia Franceză de Medicină de dr. Joseph Grancher.
- 28 ianuarie: La Paris începe construcția Turnului Eiffel.

### Februarie
- 28 februarie: România: Prin „Legea monopolului tutunului”, se instituie dreptul de monopol al statului asupra comercializării tutunurilor indigene și străine în toată țara.

### Martie
- 13 martie: Atentat cu bombă contra țarului Alexandru al III-lea al Rusiei. Józef Piłsudski este arestat.

### Iunie
- 7 iunie: Ludovic Lazar Zamenhof publică, la Varșovia, prima broșură în limba esperanto. Primul dicționar de esperanto pentru vorbitorii de limba română a apărut în anul 1889.
- 20 iunie: Imperiul Britanic sărbătorește Jubileul de Aur al Reginei Victoria, marcând astfel cei 50 de ani de domnie ai reginei.

### Nedatate
- Japonia anexează insula Iwo Jima.
- Lentile de contact. Au fost produse de germanul August Muller și erau confecționate din sticlă.
- Regatul Zulu devine colonie britanică.

## Știință
- 8 noiembrie: Emile Berliner primește patent pentru invenția sa gramofonul.
- Alfred Nobel descoperă balistita, un exploziv militar folosit la umplerea cartușelor de obuze de la mortiere.
- Heinrich Hertz descoperă efectul fotoelectric asupra producerii și recepției undelor electromagnetice. Acesta a fost un pas important spre înțelegerea naturii cuantice a luminii.

## Arte, Literatură și Filozofie
- Auguste Renoir pictează Marile baigneuze.
- Friedrich Nietzsche publică Zur Genealogie der Moral ("Genealogia moralei").
- La Scala, premiera operei Otello de Giuseppe Verdi.
- Vincent Van Gogh pictează Moș Tanguy, Lan de floarea-soarelui.

## Nașteri
- 28 ianuarie: Arthur Rubinstein, pianist polonez (d. 1982)
- 29 ianuarie: Prințul August Wilhelm al Prusiei (d. 1949)
- 10 februarie: Michio Suzuki, om de afaceri japonez (d. 1982)
- 23 februarie: Oskar Lindberg, compozitor suedez (d. 1955)
- 5 martie: Corneliu Micloși, inginer român, membru al Academiei Române (d. 1963)
- 21 martie: Luís Filipe, Prinț Regal al Portugaliei (d. 1908)
- 21 aprilie: Prințesa Alexandra Victoria de Schleswig-Holstein-Sonderburg-Glücksburg (d. 1957)
- 16 mai: Florica Cristoforeanu, cântăreață română de operă, operetă și lied (d. 1960)
- 19 mai: Ion Jalea, sculptor român, membru al Academiei Române (d. 1983)
- 30 mai: Aleksandr Arhipenko, artist plastic american de origine ucraineană (d. 1964)
- 31 mai: Saint-John Perse, poet și diplomat francez, laureat al Premiului Nobel (d. 1975)
- 7 iulie: Marc Chagall (n. Мовшa Хацкелевич Шагалов), pictor francez de origine belarusă (d. 1985)

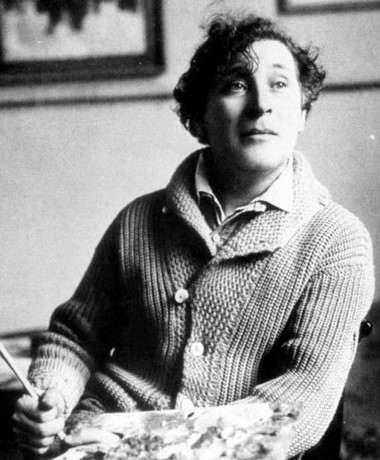
Marc Chagall, pictor de origine rusă
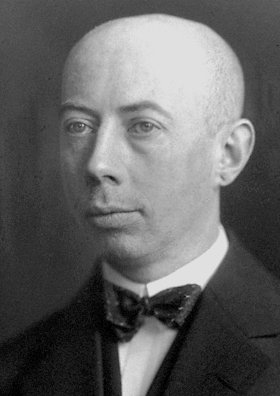
Gustav Ludwig Hertz, fizician german, laureat Nobel
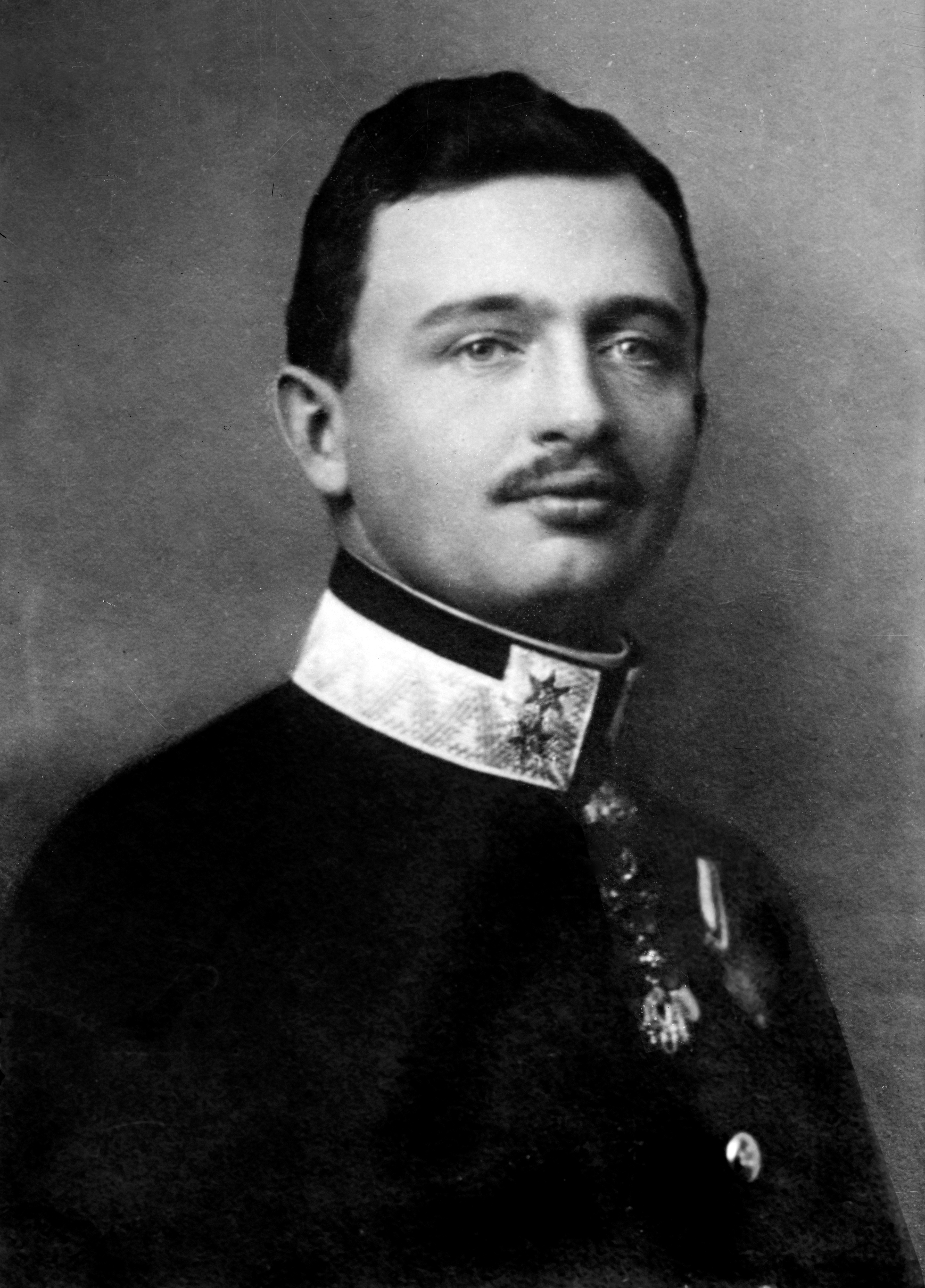
Carol I al Austriei

- 15 iulie: Prințul Gabriel Constantinovici al Rusiei (d. 1955)
- 22 iulie: Gustav Ludwig Hertz, fizician german, laureat al Premiului Nobel (d. 1975)
- 28 iulie: Marcel Duchamp, artist francez (d. 1968)
- 5 august: Reginald Owen, actor britanic (d. 1972)
- 10 noiembrie: Arnold Zweig, scriitor și militant pacifist german de origine evreiască (d. 1968)
- 12 august: Erwin Schrödinger, fizician austriac, laureat al Premiului Nobel (d. 1961)
- 17 august: Carol I al Austriei (d. 1922)
- 25 august: Fartein Valen, compozitor norvegian (d. 1952)
- 6 octombrie: Le Corbusier, arhitect, urbanist, decorator, pictor, sculptor, teoretician și scriitor elvețian (d. 1965)
- 24 octombrie: Victoria Eugenie de Battenberg, regină a Spaniei (d. 1969)
- 27 octombrie: Ion Pribeagu, poet român (d. 1971)
- 31 octombrie: Chiang Kai-shek, șeful guvernului naționalist al Chinei și Taiwanului (d. 1975)
- 14 noiembrie: Amadeo de Souza-Cardoso, pictor portughez (d. 1918)
- 17 noiembrie: Ernest Augustus, Duce de Brunswick (d. 1953)
- 17 noiembrie: Arhiducesa Isabella de Austria (d. 1973)
- 28 noiembrie: Ernst Röhm Julius, ofițer imperial al Germaniei Naziste (d. 1934)
- 14 decembrie: Virgil Madgearu (Virgil Traian Madgearu), economist, sociolog și politician român (d. 1940)
- 15 decembrie: Cella Delavrancea (Maria Cella Delavrancea), scriitoare română (d. 1991)
- 15 decembrie: Constantin Cândea, profesor universitar român, doctor inginer în chimie, rectorul Universității „Politehnica” Timișoara (d. 1971)
- 17 decembrie: Hermine Reuss, a doua soție a împăratului Wilhelm al II-lea al Germaniei (d. 1947)
- 25 decembrie: Conrad Nicholson Hilton, om de afaceri american, fondator al uneia dintre cele mai mari companii hoteliere din lume (d. 1979)

## Decese
- 27 februarie: Alexandr Borodin, 53 de ani, compozitor și chimist rus (n. 1833)
- 25 martie: Dimitrie Gusti, 68 ani, poet, traducător, autor de manuale didactice, om politic român (n. 1818)
- 18 mai: Karl Storck, 60 ani, sculptor român de origine germană (n. 1826)

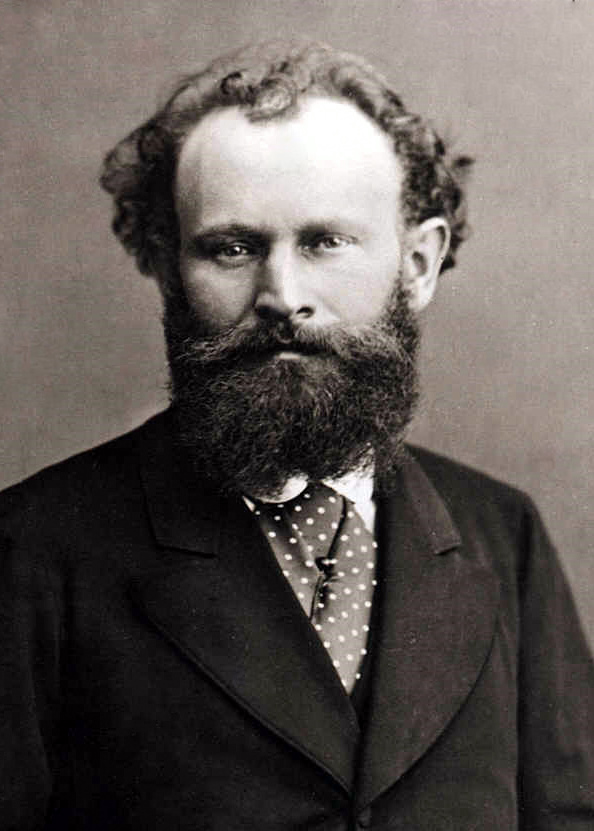
Édouard Manet, pictor francez
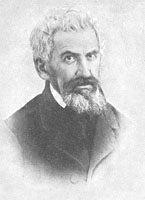
Timotei Cipariu, membru fondator al Academiei Române
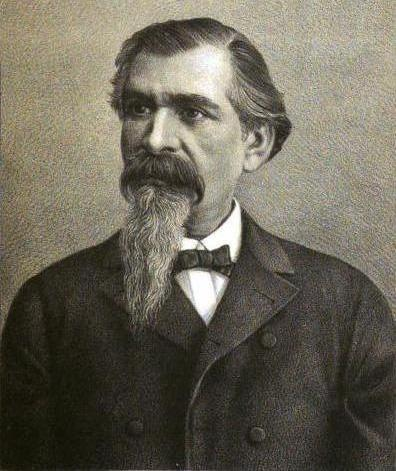
Petre Ispirescu, editor, folclorist, povestitor, scriitor român

- 12 iulie: Florian Aaron, 82 ani, istoric român (n. 1805)
- 3 septembrie: Timotei Cipariu, 82 ani, membru fondator al Academiei Române (n. 1807)
- 29 septembrie: Iacob Mureșianu, 74 ani, publicist, poet și om politic român (n. 1812)
- 13 octombrie: Constantin Lecca, 80 ani, scriitor, pictor român (n. 1805)
- 17 octombrie: Gustav Robert Kirchhoff, 63 ani, fizician german (n. 1824)
- 18 noiembrie: Juan, Conte de Montizón, 65 ani (n. 1822)
- 27 noiembrie: Petre Ispirescu, 57 ani, editor, folclorist, povestitor, scriitor și tipograf român (n. 1830)